# 제리 맨데이

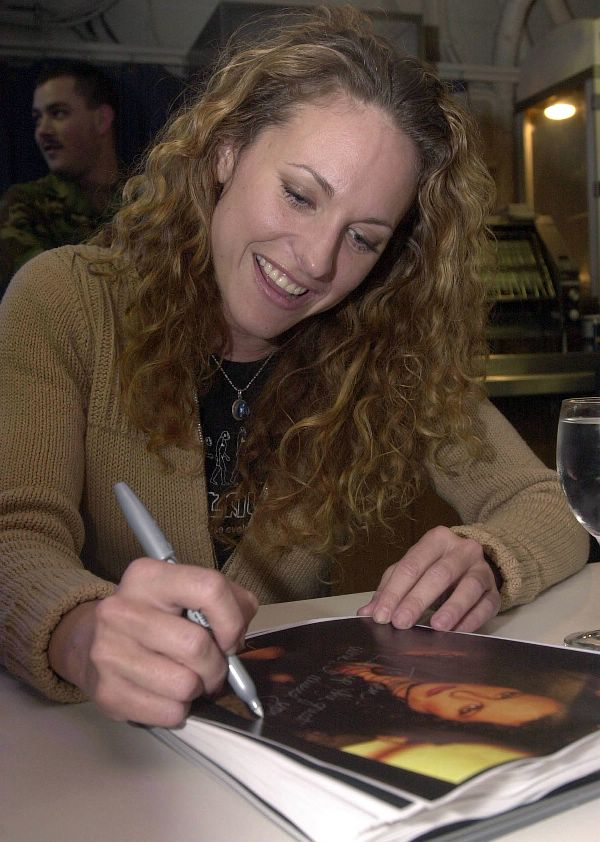

제리 맨데이(Jerri Manthey, 1970년 9월 5일 ~ )는 미국의 배우, 텔레비전 배우, 영화배우이다.
슈투트가르트에서 태어났다.

## 영화
- 코모도 대 코브라 (2005년) - 산드라 역
- 서바이버 (2000년) - 본인 역